# فرانسیسکو (آلاباما)
فرانسیسکو (به انگلیسی: Francisco) یک منطقهٔ مسکونی در ایالات متحده آمریکا است که در شهرستان جکسون، آلاباما واقع شده‌است. فرانسیسکو ۲۳۵٫۰ متر بالاتر از سطح دریا قرار دارد.